# Einherjer
Einherjer (auch Einherjar, Einherier; altnord. „der allein Kämpfende“, „ehrenvoll Gefallener“) bezeichnet in der nordischen Mythologie (z. B. in der Edda) die gefallenen Krieger, die nach germanischem Glauben von den Walküren vom Schlachtfeld zum Heervater Odin nach Walhall geführt werden und dort in einem Kriegerparadies sorgenfrei leben. Tagsüber kämpfen sie gegeneinander in Übungen, bei denen sie bis zum Tod gegeneinander kämpfen, bis nur noch ein einziger Krieger steht. Dann erwecken die Walküren die Gefallenen mit einem Kuss wieder zum Leben. Abends zechen sie gemeinsam in froher Runde. Sie verzehren dort Met aus dem Euter der Ziege Heidrun und Fleisch des sich immer wieder erneuernden Ebers Sährimnir und lauschen Bragis Liedern.
Die Einherjer waren die Krieger, die im Kampf gefallen waren und die nach Walhall berufen wurden, um Odin in der großen Schlacht am Ende aller Zeiten, der Ragnarök, gegen das Riesenheer (vgl. Muspel,  Utgard) zu unterstützen. Nach anderen Quellen glaubte man später, dass alle Männer, die mit einer Waffe in der Hand starben, nach Walhall gelangten; ein gewaltsamer Tod war also nicht mehr zwingend erforderlich. Die Vorstellung eines „Kriegerparadieses“ hat sich besonders in der Wikingerzeit, vermutlich unter dem Einfluss der Bekehrung und zwangsweisen Missionierung und dem sich dadurch implizit abzeichnenden Zerfall des Heidentums, entwickelt.
Als weiteres wurde es für jeden Krieger als Pflicht angesehen, ein Leben nach dem Tod in Walhall anzustreben. Dies gelang nur, wenn dieser im Kampf und somit einen „Ehrenvollen Tod“ starb. Beispielsweise kam es mehr oder weniger einer Tragödie gleich, zu Hause etwa an Altersschwäche zu sterben. Ehrenvoll im Krieg, oder später mit einer Waffe zur Hand zu sterben, war das Lebensziel eines jeden Mannes, um als Einherjer Einzug in Walhalla zu erhalten. Wer keinem „Ehrenvollen Tod“ erlag, gelangte nach Hel, auch Helheim genannt, das als das eigentliche Totenreich galt.